# PIT-37
PIT-37 – rodzaj uproszczonego formularza deklaracji podatkowej ustalany przez ministra właściwego do spraw finansów publicznych w rozporządzeniu wydanym na podstawie upoważnienia zawartego w art. 45b pkt 4 ustawy z dnia 26 lipca 1991 r. o podatku dochodowym od osób fizycznych przeznaczonego dla podatników nieprowadzących działalności gospodarczej oraz spełniających dodatkowe kryteria wskazane w treści formularza. Może być użyty do złożenia rocznego zeznania, które podatnik jest zobowiązany do złożenia we właściwym urzędzie skarbowym w terminie do 30 kwietnia roku następującego po roku podatkowym.

## Historia
Art. 45b ustawy o PIT zawierający upoważnienie dla ministra właściwego do spraw publicznych do ustalenia w drodze rozporządzenia m.in. wzorów formularzy rocznych zeznań podatkowych został dodany ustawą z dnia 9 listopada 2000 r. o zmianie ustawy o podatku dochodowym od osób fizycznych oraz o zmianie niektórych innych ustaw. Po raz pierwszy wzór formularza PIT-37 określony został w załączniku nr 3 do rozporządzenia Ministra Finansów z dnia 25 września 2001 r. w sprawie określenia wzorów rocznego obliczenia podatku oraz zeznania podatkowego obowiązujących w zakresie podatku dochodowego od osób fizycznych. Niektóre elementy formularza zostały usunięte w późniejszych wersjach, przykładowo zawarty w formularzu oddzielny wniosek o wspólne opodatkowanie małżonków lub w sposób przewidziany dla osób samotnie wychowujących dzieci z koniecznością złożenia odrębnego podpisu pod nim. Obecnie wyboru tego dokonuje się wyłącznie poprzez zaznaczenie właściwego pola na formularzu. Podstawowa struktura formularza pozostaje jednak bardzo podobna do obecnej.

## Zakres zastosowania
PIT-37 może zostać użyty do złożenia rocznego zeznania podatkowego przez podatników zobowiązanych do złożenia rocznego zeznania podatkowego, którzy w roku podatkowym:
- uzyskiwali przychody ze źródeł położonych na terytorium Rzeczypospolitej Polskiej podlegające opodatkowaniu na ogólnych zasadach przy zastosowaniu skali podatkowej wyłącznie za pośrednictwem płatników lub innych podmiotów obowiązanych do sporządzenia imiennej informacji o wysokości tych przychodów, w szczególności z:
  - umów o pracę, umów o pracę nakładczą, spółdzielczych umów o pracę lub stosunku służbowego;
  - emerytur i rent krajowych;
  - zasiłków przedemerytalnych;
  - należności z tytułu członkostwa w rolniczych spółdzielniach produkcyjnych lub innych spółdzielniach zajmujących się produkcją rolną;
  - przychodów z działalności wykonywanej osobiście (m.in. z umów zlecenia, kontraktów menedżerskich, zasiadania w radach nadzorczych, pełnienia obowiązków społecznych, działalności sportowej),
  - przychodów z praw autorskich i innych praw majątkowych;
  - zasiłków pieniężnych z ubezpieczenia społecznego;
  - stypendiów.
- nie prowadzili pozarolniczej działalności gospodarczej oraz działów specjalnych produkcji rolnej opodatkowanych na ogólnych zasadach przy zastosowaniu skali podatkowej;
- nie są obowiązani doliczać do uzyskanych dochodów dochodów małoletnich dzieci;
- nie obniżają dochodów o straty z lat ubiegłych;
- nie odliczają tzw. minimalnego podatku dochodowego.

Jeżeli podatnik nie spełnia któregokolwiek z przedstawionych powyżej wymogów do złożenia rocznego zeznania podatkowego musi wykorzystać inny formularz. Jest to co do zasady formularz PIT-36 przeznaczony, który jest zasadniczym formularzem dla podatku dochodowego od osób fizycznych i ma szerszy zakres od PIT-37. Obydwa formularze stanowią pełnoprawne zeznanie roczne, a więc nie składa się ich równocześnie, a PIT-37 nie posiada pól, które nie występują w formularzu PIT-36.
Kwoty przedstawione w formularzu w zakresie przychodów oraz pobranych zaliczek powinny odpowiadać sumie kwot zawartych w formularzach przekazanych do urzędu skarbowego przez płatników, przede wszystkim PIT-11.
Uzyskanie przez podatnika w danym roku podatkowym dochodów poniżej aktualnej kwoty wolnej od podatku lub z innego powodu zwolnionych z opodatkowania nie zwalnia go co do zasady z obowiązku złożenia rocznego zeznania, bowiem osoba taka pozostaje podatnikiem ze względu na fakt osiągania przychodów z określonych źródeł, a brak jest szczególnego przepisu ustawy o PIT, który zwalniałby takie osoby z obowiązku składania zeznania.
Formularz PIT-37 nie obejmuje przychodów z tytułu odpłatnego zbycia papierów wartościowych, pochodnych instrumentów finansowych, udziałów w spółkach i spółdzielniach, objęcia udziałów (akcji) w spółkach albo wkładów w spółdzielniach w zamian za wkład niepieniężny w innej postaci niż przedsiębiorstwo lub jego zorganizowana część oraz przychodów lub kosztów z tytułu odpłatnego zbycia walut wirtualnych (kryptowalut), które rozliczane są przy użyciu formularza PIT-38 oraz innych rodzajów przychodów objętych szczególnymi formularzami.

## Wypełnianie i składanie formularza PIT-37

### Zeznanie udostępnione automatycznie
Z dniem 15 lutego roku następującego po roku podatkowym organ podatkowy udostępnia podatnikowi, z wyłączeniem podatników prowadzących pozarolniczą działalność gospodarczą czy podatnika będącego przedsiębiorstwem w spadku, za pośrednictwem portalu podatkowego zeznanie, uwzględniając w nim dane będące w posiadaniu Szefa Krajowej Administracji Skarbowej, w tym dane pochodzące z informacji przekazany przez płatników, w szczególności przy użyciu formularza PIT-11 oraz dane o wpłaconych w trakcie roku podatkowego zaliczkach. Obecnie obowiązek ten realizowany jest poprzez udostępnienie zeznania w ramach usługi Twój e-PIT. W usłudze tej nie wypełnia się samego formularza, a korzysta ze specjalnego kreatora zawierającego pola odpowiadające danym, które znajdują się w formularzu PIT-37. Po wypełnieniu całości deklaracji na jej podstawie system przygotowuje wizualizację formularza PIT-37. Do właściwego urzędu skarbowego przesyłane są jednak wyłącznie dane elektroniczne.
Jeżeli podatnik ręcznie zaakceptuje przygotowane zeznanie, ewentualnie z wprowadzeniem w nim zmian, jest to równoznaczne ze złożeniem rocznego zeznania podatkowego w dniu akceptacji. Dokonanie zmian w już złożonym zeznaniu oznacza złożenie korekty zeznania.
Dodatkowo, jeżeli podatnik przed upływem terminu przed upływem terminu wyznaczonego na złożenie rocznego zeznania podatkowego nie podejmie w odniesieniu do przygotowanego zeznania żadnej czynności oraz nie złoży zeznania w innej formie, przygotowane zeznanie akceptowane jest automatycznie.
Automatyczna akceptacja nie dotyczy osób, które uzyskały dochody niewykazane w informacjach składanych przez płatników. W takim przypadku oraz w przypadku ręcznego odrzucenia przygotowanego zeznania podatkowego niezbędne jest złożenie zeznania w innej formie przed upływem przewidzianego terminu.

### Inne formy złożenia
Podatnicy, którzy odrzucili zeznanie podatkowe przygotowane automatycznie lub nie otrzymali takowego, wciąż mogą skorzystać z usługi Twój e-PIT w celu złożenia zeznania. Wymagane jest jednak wtedy ręczne wypełnienie danych.
PIT-37 można złożyć także przy użyciu interaktywnego PDF dostępnego na portalu podatkowym. W takim przypadku wszelkie niezbędne obliczenia dokonywane są automatycznie po wpisaniu przez podatnika odpowiednich danych, a następnie elektroniczną wysyłkę formularza. Załączniki do formularza dodawane są automatycznie po zaznaczeniu odpowiedniego pola na formularzu. Deklaracja w tej formie może być jednak podpisana wyłącznie kwalifikowanym podpisem elektronicznym i nie jest możliwe podpisanie jej profilem zaufanym. Dodatkowo wysyłka musi nastąpić za pośrednictwem odpowiedniej wtyczki do przesyłania e-Deklaracji, nie może natomiast zostać dokonana za pośrednictwem platformy ePUAP, poczty elektronicznej czy innych sposobów.
Dla osób, które nie chcą lub nie mogą złożyć PIT-37 w formie elektronicznej przewidziano również formularze papierowe do samodzielnego wydruku oraz wypełnienia. W takim przypadku formularz należy przed upływem terminu należy złożyć bezpośrednio we właściwym urzędzie skarbowym, nadać w polskiej placówce pocztowej operatora wyznaczonego lub złożyć w polskim urzędzie konsularnym. Pewne kategorie osób mogła również złożyć deklarację w następujący sposób:
- żołnierz w dowództwie jednostki wojskowej;
- członek załogi statku morskiego u kapitana statku;
- osoba pozbawiona wolności w administracji zakładu karnego;
- osoba aresztowana w administracji zakładu śledczego.

Złożenie deklaracji w inny sposób nie ma znaczenia pod kątem obliczania terminu i deklarację uważa się za złożoną dopiero w momencie jej wpływu do właściwego urzędu skarbowego.

## Ulgi podatkowe możliwe do zawarcia w PIT-37
Polskie prawo podatkowe przewiduje możliwość odliczenia ulg podatkowych przy podatku dochodowym od osób fizycznych. W tym zakresie wyróżnia się odliczenia od podatku oraz od dochodu. Dla podatnika bardziej korzystne jest odliczenie od podatku, bowiem pomniejsza ono kwotę podatku do zapłacenia, a nie wyłącznie dochodu, jednak ich katalog jest znacznie węższy niż odliczeń od dochodu.

### Odliczenia od dochodu
| Rodzaj odliczenia (ulgi)                              | Wymagane dokumenty | Maksymalne odliczenie | Wymagany załącznik    | Uwagi |
| ----------------------------------------------------- | --- | --- | --------------------- | --- |
| Użytkowanie sieci Internet                            | Dokument potwierdzający dokonanie wpłat wraz z kwotami | 760,00 zł | PIT/O                 | Odliczenie przysługuje wyłącznie w kolejno po sobie następujących dwów latach podatkowych, jeżeli w okresie poprzedzającym te lata podatnik nie korzystał z odliczenia. |
| Składki na ubezpieczenia społeczne (ZUS)              | RMUA lub inne potwierdzenie wysokości zapłaconych lub pobranych składek | Faktyczna kwota | Bezpośrednio w PIT-37 | Odliczenie nie dotyczy składek, których podstawę wymiaru stanowi dochód zwolniony od podatku na podstawie ustawy, oraz składek, których podstawę wymiaru stanowi dochód, od którego na podstawie przepisów Ordynacji podatkowej zaniechano poboru podatku. |
| Indywidualne Konto Zabezpieczenia Emerytalnego (IKZE) | Potwierdzenie wysokości wpłaconych kwot | 6 310,80 zł | PIT/O                 | Maksymalna kwota odliczenia dla osób nieprowadzących działalności gospodarczej jest zmienna i odpowiada 1,2-krotności przeciętnego prognozowanego wynagrodzenia miesięcznego w gospodarce narodowej na dany rok określonego w ustawie budżetowej lub ustawie o prowizorium budżetowym lub w ich projektach, jeżeli odpowiednie ustawy nie zostały uchwalone. |
| Zwrot nienależnych świadczeń                          | Dowód zwrotu świadczeń | Faktyczna kwota | PIT/O                 | Dotyczy wyłącznie świadczeń, które uprzednio zwiększyły dochód podlegający opodatkowaniu |
| Darowizny                                             | Dokument potwierdzający dokonanie darowizny | 6% dochodu podatnika | PIT/O                 | Darowizny mogą być dokonane na cele: - znajdujące się w sferze działań publicznych na rzecz organizacji prowadzących działalność pożytku publicznego zgodnie z przepisami ustawy z dnia 24 kwietnia 2003 r. o działalności pożytku publicznego i o wolontariacie lub równoważnych organizacji określonych w przepisach regulujących działalność pożytku publicznego obowiązujących w innym niż Rzeczpospolita Polska państwie członkowskim Unii Europejskiej lub innym państwie należącym do Europejskiego Obszaru Gospodarczego, prowadzącym działalność pożytku publicznego w sferze zadań publicznych, realizującym te cele; - kultu religijnego; - krwiodawstwa realizowanego przez honorowych dawców krwi na podstawie ustawy z dnia 22 sierpnia 1997 r. o publicznej służbie krwi na zasadach w niej określonych; - kształcenia zawodowego publicznym szkołom prowadzącym kształcenie zawodowe oraz publicznym placówkom i centrom, o którym mowa w ustawie z dnia 14 grudnia 2016 r. - Prawo oświatowe; - określone w art. 7 ust. 1 ustawy z dnia 11 sierpnia 2021 r. o przygotowaniu i realizacji inwestycji w zakresie odbudowy Pałacu Saskiego, Pałacu Brühla oraz kamienic przy ulicy Królewskiej w Warszawie. |
| Darowizny na przeciwdziałanie COVID-19                | Dokument potwierdzający dokonanie darowizny | W przypadku dokonania darowizny: - przed 31 marca 2021 r. - 150% wartości darowizny - od 1 kwietnia 2021 r. - wartość darowizny | PIT/O                 | Darowizny mogą być dokonane wyłącznie na rzecz: - podmiotów wykonujących działalność leczniczą, wpisanych do ogłoszonego w Biuletynie Informacji Publicznej Narodowego Funduszu Zdrowia wykazu podmiotów udzielających świadczeń opieki zdrowotnej, w tym transportu sanitarnego, wykonywanych w związku z przeciwdziałaniem COVID-19; - Rządowej Agencji Rezerw Strategicznych z przeznaczeniem na cele wykonywania zadań ustawowych - Centralnej Bazy Rezerw Sanitarno-Przeciwepidemicznych z przeznaczeniem na cele wykonywania działalności statutowej - domów dla matek z małoletnimi dziećmi i kobiet w ciąży, noclegowni, schronisk dla osób bezdomnych, w tym z usługami opiekuńczymi, ośrodków wsparcia, rodzinnym domom pomocy oraz domów pomocy społecznej, o których mowa w ustawie z dnia 12 marca 2004 r. o pomocy społecznej - Funduszu Przeciwdziałania COVID-19 |
| Ulga rehabilitacyjna (dla osób niepełnosprawnych)     | Jedno z następujących: - Orzeczenie o zakwalifikowaniu do stopnia niepełnosprawności, - orzeczenie o niepełnosprawności osoby, która nie ukończyła 16 lat - decyzja przyznająca rentę z tytułu całkowitej lub częściowej niezdolności do pracy albo rentę socjalną oraz dodatkowo dokumenty potwierdzające poniesienie wydatków | Faktycznie poniesione wydatki z wyjątkiem: - opłacenia psów przewodników - limit 2280 zł - opłacenia psa asystującego - limit 2280 zł - użytkowania samochodu osobowego limit 2280 zł - leków - kwota faktycznych wydatków w danym miesiącu pomniejszona o 100 zł | PIT/O                 | Ulgą objęte są wydatki poniesione na: - adaptację i wyposażenie mieszkań oraz budynków mieszkalnych stosownie do potrzeb wynikających z niepełnosprawności; - przystosowanie pojazdów mechanicznych do potrzeb wynikających z niepełnosprawności; - zakup i naprawę indywidualnego sprzętu, urządzeń i narzędzi technicznych niezbędnych w rehabilitacji oraz ułatwiających wykonywanie czynności życiowych, stosownie do potrzeb wynikających z niepełnosprawności, z wyjątkiem sprzętu gospodarstwa domowego; - zakup wydawnictw i materiałów (pomocy) szkoleniowych, stosownie do potrzeb wynikających z niepełnosprawności; - odpłatność za pobyt na turnusie rehabilitacyjnym; - odpłatność za pobyt na leczeniu w zakładzie lecznictwa uzdrowiskowego, za pobyt w zakładzie rehabilitacji leczniczej, zakładach opiekuńczo-leczniczych i pielęgnacyjno-opiekuńczych oraz odpłatność za zabiegi rehabilitacyjne; - opłacenie przewodników osób niewidomych I lub II grupy inwalidztwa oraz osób z niepełnosprawnością narządu ruchu zaliczonych do I grupy inwalidztwa; - utrzymanie psa asystującego, o którym mowa w ustawie o rehabilitacji zawodowej; - opiekę pielęgniarską w domu nad osobą niepełnosprawną w okresie przewlekłej choroby uniemożliwiającej poruszanie się oraz usługi opiekuńcze świadczone dla osób niepełnosprawnych zaliczonych do I grupy inwalidztwa; - opłacenie tłumacza języka migowego; - kolonie i obozy dla dzieci i młodzieży niepełnosprawnej oraz dzieci osób niepełnosprawnych, które nie ukończyły 25. roku życia; - leki, jeśli lekarz specjalista stwierdzi, że osoba niepełnosprawna powinna stosować określone leki (stale lub czasowo); - odpłatny, konieczny przewóz na niezbędne zabiegi leczniczo-rehabilitacyjne osoby niepełnosprawnej - karetką transportu sanitarnego, a osoby niepełnosprawnej, zaliczonej do I lub II grupy inwalidztwa, oraz dzieci niepełnosprawnych do lat 16 – również innymi środkami; - używanie samochodu osobowego, stanowiącego własność (współwłasność) osoby niepełnosprawnej lub podatnika mającego na utrzymaniu osobę niepełnosprawną albo dziecko niepełnosprawne, które nie ukończyło 16. roku życia; odpłatne przejazdy środkami transportu publicznego związane z pobytem na turnusie rehabilitacyjnym, w zakładach rehabilitacji leczniczej, zakładach opiekuńczo-leczniczych i pielęgnacyjno-opiekuńczych oraz na koloniach i obozach dla dzieci i młodzieży niepełnosprawnej oraz dzieci osób niepełnosprawnych. |

### Odliczenia od podatku
| Rodzaj odliczenia (ulgi) | Wymagane dokumenty                                                                              | Maksymalne odliczenie | Wymagany załącznik    | Uwagi |
| ------------------------ | ----------------------------------------------------------------------------------------------- | --- | --------------------- | --- |
| Składki zdrowotne        | RMUA lub inny dokument potwierdzający wartość składek                                           | 7,75% podstawy wymiaru składki zdrowotnej | Bezpośrednio w PIT-37 | Odliczenie dotyczy składek, których podstawę wymiaru stanowi dochód (przychód) zwolniony od podatku na podstawie ustawy oraz składek, których podstawę wymiaru stanowi dochód, od którego na podstawie przepisów Ordynacji podatkowej zaniechano poboru podatku. |
| Prorodzinna              | Akt urodzenia dziecka, zaświadczenie sądu rodzinnego o ustaleniu opiekuna prawnego dziecka itp. | W następującej wysokości rozliczanej oddzielnie za każdy miesiąc sprawowania opieki nad: - jednym dzieckiem - 1112,04 zł rocznie (92,67 zł miesięcznie) z zastrzeżeniem kryterium dochodowego; - dwojgiem dzieci - 1112,04 zł rocznie (92,67 zł miesięcznie) za każde z dzieci; - trojgiem dzieci - 2000,04 zł rocznie (166,67 zł) na trzecie dziecko oraz jak dla osób sprawujących opiekę nad dwoma dziećmi za pozostałe; - czworgiem lub więcej dzieci - 2700 zł rocznie (225 zł miesięcznie) na czwarte i kolejne dziecko oraz jak dla osób sprawujących opiekę nad trojgiem dzieci za pozostałe; | PIT/O                 | Odliczenie w przypadku sprawowania opieki nad jednym dzieckiem przysługuje wyłącznie, jeżeli dochody podatnika: - pozostającego przez cały rok podatkowy w związku małżeńskim i jego małżonka, nie przekroczyły w roku podatkowym kwoty 112 000 zł, - niepozostającego w związku małżeńskim, w tym również przez część roku podatkowego, nie przekroczyły w roku podatkowym kwoty 56 000 zł, z wyjątkiem podatnika samotnie wychowującego małoletnie dziecko, do którego ma zastosowanie limit przewidziany dla małżeństw. Za podatnika pozostającego w związku małżeńskim nie uważa się osoby, w stosunku do której orzeczono separację lub osoby, której małżonek został pozbawiony praw rodzicielskich lub odbywa karę pozbawienia wolności. Odliczenie nie przysługuje poczynając od miesiąca kalendarzowego, w którym dziecko: - na podstawie orzeczenia sądu zostało umieszczone w instytucji zapewniającej całodobowe utrzymanie; - wstąpiło w związek małżeński. Odliczenie przysługuje na pełnoletnie dzieci, jeżeli realizowany jest obowiązek alimentacyjny oraz w związku ze sprawowaniem funkcji rodziny zastępczej, a także do 25 roku życia dziecko, jeżeli uczy się ono oraz nie uzyskuje dochodu podlegającego opodatkowaniu w kwocie wyższej niż 3089 zł. |

## Sankcje karne

### Niezłożenie zeznania w terminie
Jeżeli deklaracja PIT-37 nie zostanie złożona w terminie w związku z uchylaniem się podatnika od opodatkowania i w wyniku tego podatek zostanie narażony na uszczuplenie podatnik podlega karze grzywny do 720 stawek dziennych, karze pozbawienia wolności, albo obu tym karom łącznie. Jeżeli kwota podatku narażonego na uszczuplenie jest małej wartości (nie przekracza dwustukrotnej wysokości minimalnego wynagrodzenia w czasie popełnienia czynu - 560 tysięcy złotych w 2021 r.) podatnik podlega karze grzywny wyłącznie do 720 stawek dziennych, a jeżeli kwota ta nie przekracza ustawowego progu (pięciokrotność minimalnego wynagrodzenia w czasie popełnienia czynu - 14 tysięcy w 2021 r.) podatnik podlega wyłącznie karze grzywny za wykroczenie skarbowe.
Najniższa ilość stawek dziennych grzywny wynosi 10. Przy ustalaniu wysokości stawki dziennej grzywny za przestępstwo skarbowe sąd bierze pod uwagę dochody sprawcy, jego warunki osobiste, rodzinne, stosunki majątkowe i możliwości zarobkowe. Stawka dzienna grzywny nie może być niższa od jednej trzydziestej części minimalnego wynagrodzenia ani też przekraczać jej czterystukrotności - od 94 do 1 120 tysięcy złotych w 2021 r. Całkowitą kwotę grzywny oblicza się mnożąc ilość stawek dziennych przez wysokość jednej stawki dziennej - przykładowo kara grzywny w wymiarze 10 stawek dziennych przy stawce dziennej w wysokości 100 złotych wynosi łącznie 1000 złotych.
Kara pozbawienia wolności za przestępstwo skarbowe trwa najkrócej 5 dni i najdłużej 5 lat, a wymierza się ją w dniach, miesiącach i latach.
Kara grzywny za wykroczenie skarbowe może wynosić od jednej dziesiątej do dwudziestokrotności minimalnego wynagrodzenia - od 280 do 56 tysięcy złotych w 2021
Podatnicy, aby uniknąć kary za spóźnienie, mają możliwość odwołania się do instytucji czynnego żalu. Będzie ona skuteczna tylko wtedy, jeżeli podatnik nie został już wezwany w związku z popełnionym czynem zabronionym oraz jeśli nie jest w trakcie postępowania kontrolnego. Zawiadomienie o popełnieniu czynu zabronionego podatnik powinien złożyć do naczelnika urzędu skarbowego osobiście lub wysłać za pośrednictwem poczty. Dodatkowo, jest zobowiązany do uiszczenia wymaganej należności.

### Niewpłacenie podatku w terminie lub wpłacenie go w niepełnej wysokości
Jeżeli zeznanie zostało złożone, ale w wymaganym terminie nie została wpłacona wynikająca z niego kwota podatku lub wpłacono ją w niepełnej wysokości na podstawie art. 3a § 1 pkt 1 ustawy z dnia 17 czerwca 1966 r. o postępowaniu egzekucyjnym w administracji samo zeznanie stanowi podstawę do wystawienia tytułu wykonawczego (tytuł egzekucyjny). Nie jest więc konieczne wydawanie w tym zakresie odrębnej decyzji ustalającej wymiar podatku.
Przed wszczęciem egzekucji administracyjnej konieczne jest jeszcze przesłanie przez wierzyciela pisemnego upomnienia zawierającego wezwanie do wykonania obowiązku z zagrożeniem skierowania sprawy na drogę postępowania egzekucyjnego. Upomnienie zawiera pouczenie zobowiązanego, że w przypadku niewykonania w całości obowiązku w terminie 7 dni od dnia doręczenia upomnienia zobowiązany ma obowiązek zawiadomienia wierzyciela, a po doręczeniu zobowiązanemu odpisu tytułu wykonawczego – również organu egzekucyjnego, o zmianie adresu jego miejsca zamieszkania lub siedziby. Koszty upomnienia obciążają zobowiązanego i wynoszą obecnie 16 złotych.